# Colliuris
Colliuris is een geslacht van kevers uit de familie van de loopkevers (Carabidae). De wetenschappelijke naam van het geslacht is voor het eerst geldig gepubliceerd in 1774 door Degeer.

## Soorten
Het geslacht Colliuris omvat de volgende soorten:
- Colliuris academica Liebke, 1933
- Colliuris aenea Castelnau, 1835
- Colliuris affinis Chaudoir, 1862
- Colliuris amoena Chaudoir, 1862
- Colliuris batesi Chaudoir, 1862
- Colliuris bierigi Liebke, 1932
- Colliuris bivittis (Chaudoir, 1872)
- Colliuris brevipennis Chaudoir, 1862
- Colliuris bruchi Liebke, 1936
- Colliuris bucephala Liebke, 1930
- Colliuris canoae Liebke, 1933
- Colliuris championi (Bates, 1883)
- Colliuris corusca (Chaudoir, 1862)
- Colliuris cosciniodera (Chaudoir, 1852)
- Colliuris cyanea Liebke, 1930
- Colliuris demerarae Liebke, 1930
- Colliuris elegans (Guerin-Meneville, 1855)
- Colliuris ellipticeps Liebke, 1930
- Colliuris elongata (Fabricius, 1801)
- Colliuris excellens Liebke, 1930
- Colliuris flavicornis (Brulle, 1834)
- Colliuris flavipes (Chaudoir, 1850)
- Colliuris funckii Putzeys, 1846
- Colliuris fusca Reiche, 1842
- Colliuris gestroi Liebke, 1930
- Colliuris gibba Chaudoir, 1862
- Colliuris gratiosa Liebke, 1930
- Colliuris gundlachi Darlington, 1934
- Colliuris horni Liebke, 1930
- Colliuris hubenthali Liebke, 1930
- Colliuris immaculipennis Liebke, 1930
- Colliuris inaequalis (Dejean & Boisduval, 1829)
- Colliuris irregularis Bates, 1883
- Colliuris kuntzeni Liebke, 1930
- Colliuris laeviceps Liebke, 1930
- Colliuris lagoenicollis Liebke, 1930
- Colliuris leprieurii Castelnau, 1835
- Colliuris lineolata Bates, 1884
- Colliuris liodiscus (Chaudoir, 1872)
- Colliuris longipennis Chaudoir, 1862
- Colliuris ludoviciana (Salle, 1849)
- Colliuris lugubris Liebke, 1930
- Colliuris maculipennis Liebke, 1930
- Colliuris marginestriata Putzeys, 1846
- Colliuris marmorata Chaudoir, 1862
- Colliuris multifoveata Liebke, 1930
- Colliuris noah Darlington, 1934
- Colliuris oglobini Liebke, 1938
- Colliuris olivacea Chaudoir, 1862
- Colliuris peruana Erichson, 1847
- Colliuris pilatei (Chaudoir, 1848)
- Colliuris plicaticollis Reiche, 1842
- Colliuris portoricensis Liebke, 1930
- Colliuris puberula Liebke, 1930
- Colliuris punctatostriata (Chaudoir, 1872)
- Colliuris puncticollis Chaudoir, 1862
- Colliuris quadrisignata Castelnau, 1832
- Colliuris quadrispinosa Chaudoir, 1864
- Colliuris robusta Liebke, 1930
- Colliuris rudis (Chaudoir, 1872)
- Colliuris rufipes (Dejean, 1825)
- Colliuris rugicollis (Dejean, 1825)
- Colliuris santarema (Chaudoir, 1872)
- Colliuris signata Chaudoir, 1872
- Colliuris sipolisi Oberthur, 1884
- Colliuris spinigera Chaudoir, 1864
- Colliuris strandi Liebke, 1938
- Colliuris subdistincta Chaudoir, 1862
- Colliuris subtilis R.F.Sahlberg, 1844
- Colliuris sulcicauda Bates, 1883
- Colliuris surinamensis (Linnaeus, 1767)
- Colliuris trimaculata Liebke, 1930
- Colliuris tripustulata Chaudoir, 1862
- Colliuris tristigma Bates, 1883
- Colliuris tubulifera (Bates, 1878)
- Colliuris umbrigera (Chaudoir, 1872)
- Colliuris vainai Liebke, 1938
- Colliuris variabilis Liebke, 1930
- Colliuris varicornis Perty, 1830
- Colliuris variolosa Chaudoir, 1862
- Colliuris viridicollis Chaudoir, 1862
- Colliuris yucatana Liebke, 1930